# Marian Kindermann
Marian Kindermann (* 12. Oktober 1986 in Frankfurt am Main) ist ein deutscher Schauspieler.

## Leben
Kindermann stammt aus Taunusstein, wo seine Familie heute noch lebt. Er sammelte erste schauspielerische Erfahrungen in der Theater-AG seiner Schule. Sein Abitur machte er am Dilthey-Gymnasium in Wiesbaden.
Seine Schauspielausbildung absolvierte Kindermann von 2006 bis Juli 2010 an der Bayerischen Theaterakademie August Everding. Er spielte am Staatstheater Wiesbaden und am Prinzregententheater München. Ab der Spielzeit 2010/11 war er bis Sommer 2014 festes Ensemblemitglied am Düsseldorfer Schauspielhaus.
Dort spielte er u. a. Robert in „Nur Pferden gibt man den Gnadenschuß“ (Regie: Amelie Niermeyer), Anton in „Pünktchen und Anton“ (Regie: Franziska Steiof), Schürzinger in „Kasimir und Karoline“ (Regie: Nurkan Erpulat) und Graf Paris in „Romeo und Julia“ (Regie: Michael Talke). Am Jungen Schauspielhaus Düsseldorf trat er als Sekretär Wurm in „Kabale und Liebe“ (Premiere: Spielzeit 2012/13; Regie: Marco Štorman) auf.
Im Sommer 2014 kündigte er sein Festengagement am Düsseldorfer Schauspielhaus, um sich verstärkt eigenen Arbeiten sowie Film und Fernsehen zu widmen. Er ist Autor und Regisseur des Theaterstücks „Guten Morgen, Du Schöne – Ein Abend durch das Leben einer Frau“, einer College über Frauen aus der ehemaligen DDR, das er 2014 im Düsseldorfer Zentrum für Aktion, Kultur und Kommunikation (ZAKK) auf die Bühne brachte.
Seit der Spielzeit 2016/17 ist er Ensemblemitglied am Theater Magdeburg unter der Leitung von Schauspieldirektorin Cornelia Crombholz.
Kindermann arbeitet auch für Film und Fernsehen. In dem Kinofilm „Das Hochzeitsvideo“ (2012) von Sönke Wortmann spielte er, an der Seite von Lisa Bitter, die männliche Hauptrolle, den aus einer reichen, adligen Familie stammenden Sebastian von Stieglitz. Für seine Rolle erhielt er 2013 eine Nominierung zum „Besten Schauspieler“ beim New Faces Award. Im mehrfach ausgezeichneten „Tatort: Im Schmerz geboren“ (Erstausstrahlung: Oktober 2014) spielte er in einer Rückblende den jungen Bösewicht Richard Harloff (Ulrich Matthes).
In der ZDF-Krimiserie „SOKO Leipzig“ (2015) war er in einer Episodenhauptrolle als homosexueller Sportpsychologe zu sehen. In der ZDF-Fernsehreihe „Helen Dorn“ (2015) war er, an der Seite von Anna Loos, der junge Polizeikommissar Ritter. Im April 2016 war er in der ZDF-Fernsehreihe „Lena Lorenz“ als junger Vater, dessen Baby entführt wurde, zu sehen. In der 3. Staffel der ARD-Fernsehserie „In aller Freundschaft – Die jungen Ärzte“ (2017) spielte er in einer weiteren Episodenhauptrolle einen frischverliebten Häftling im Freigang, der kurz vor dem ersten Zusammentreffen mit seiner „Angebeteten“ steht. In der 4. Staffel der ZDF-Serie „Bettys Diagnose“, die von September 2017 bis Januar 2018 ausgestrahlt wurde, hatte er eine Episodenrolle als langjähriger, verheirateter Liebhaber einer Patientin. In der 21. Staffel der ZDF-Serie „SOKO Leipzig“ (2020) übernahm er eine der Episodenrollen als Archäologiestudent und Ex-Liebhaber einer getöteten Reisebloggerin. In der 2. Staffel der TV-Serie In aller Freundschaft – Die Krankenschwestern (2021) spielte er eine Episodenhauptrolle als „aufgedrehter“ Patient und „Date“ der Ärztin Dr. Julia Berger (Mirka Pigulla).
Kindermann ist auch als Musiker aktiv. 2013 gründete er Fünf-Mann-Band „Sex in Paris, Texas“, zu der neben Kindermann als Frontmann (Gesang, Gitarre) noch Peter Fuchs (Gitarre), Johan Leenders (Klavier, Gesang), Martin Leders (Cajon) und Daniel Brandl (Cello) gehören. Mit der Band trat er u. a. in Düsseldorf und beim New Pop Festival in Baden-Baden auf. Im Januar 2015 stellte er im FFT – Forum Freies Theater in Düsseldorf sein erstes Album „Alles und die Tauben“ vor.
Marian Kindermann lebt seit Sommer 2014 in Berlin. Seit Herbst 2014 studiert er dort neben seiner Schauspieltätigkeit Philosophie.

## Filmografie (Auswahl)
- 2012: Das Hochzeitsvideo (Kinofilm)
- 2014: Tatort: Im Schmerz geboren (Fernsehreihe)
- 2015: SOKO Leipzig (Fernsehserie; Folge: Spielverderber)
- 2015: Helen Dorn – Der Pakt (Fernsehreihe)
- 2016: Die Spezialisten – Im Namen der Opfer (Fernsehserie; Folge: Tod eines Untoten)
- 2016: Lena Lorenz – Spurlos verschwunden (Fernsehreihe)
- 2017: In aller Freundschaft – Die jungen Ärzte (Fernsehserie; Folge: Liebeslügen)
- 2017: Bettys Diagnose (Fernsehserie; Folge: Gebrochene Herzen)
- 2018: Gladbeck (Fernsehzweiteiler)
- 2019: Ein ganz normaler Tag (Fernsehfilm)
- 2020: SOKO Leipzig (Fernsehserie; Folge: Einmal um die ganze Welt)
- 2021: In aller Freundschaft – Die Krankenschwestern (Fernsehserie; Folge: Glücklich – Unglücklich)
- 2022: Inga Lindström: Schmetterlinge im Bauch (Fernsehreihe)
- 2022: Ein Sommer am Gardasee (Fernsehreihe)